# Herakleios
Herakleios (latinsky Flavius Heraclius; kolem 575 – 11. února 641) byl byzantský císař v letech 610 až 641. Převratné období jeho panování, vyznačující se dlouhodobými válečnými konflikty, bývá některými badateli považováno za definitivní završení epochy pozdní antiky, a proto je někdy vnímán jako první středověký vládce byzantské říše.
Herakleiův vzestup započal v roce 608, kdy se jeho otec, působící tehdy jako kartaginský exarcha, vzbouřil proti uzurpátorovi Fokovi. O dva roky později připlul Herakleios do Konstantinopole a zbavil Foku trůnu. Ihned po nabytí moci musel odolávat početným nepřátelům vážně ohrožujícím hranice říše: balkánské provincie ničivě pustošili Avaři a Slované, zatímco rozlehlá území na východě padla za oběť rozpínavosti perských Sásánovců. I přes císařovu energičnost a houževnatost stíhaly říši v jeho prvním desetiletí porážky a katastrofy. Teprve ve dvacátých letech byl schopen zahájit pozoruhodnou sérii tažení, během nichž, spoléhaje na pevnost hradeb Konstantinopole, uhájené roku 626 před náporem Avarů, vypudil Peršany z Malé Asie a přenesl válku na jejich území. Mimořádné úspěchy dosažené v tomto boji korunoval v roce 627 vítězstvím v bitvě u Ninive, v níž přemohl vojsko svého úhlavního protivníka, sásánovského krále Husrava II. Nato obě krajně vyčerpané říše uzavřely mír.
Rozkolísanou konstrukci státu se pokusil stabilizovat hospodářskými a správními reformami. Změna oficiální císařské titulatury, doložená Herakleiovými zákony, bývala vykládána jako završení grecizace impéria. Herakleios usiloval také o překlenutí rozporů mezi východními křesťany prosazováním christologické doktríny monotheletismu. Tento kompromis se však ukázal být nedostačující pro monofyzity a nepřijatelný pro stoupence chalkedonského koncilu.
Herakleiův triumf nad Peršany brzy zastínila nově vyvstalá hrozba islámské expanze. Ve třicátých letech 7. století napadli muslimští Arabové byzantské provincie v Sýrii a Palestině. Poté, co jim Byzantinci podlehli v bitvě u Jarmúku v roce 636, byly obě tyto země pro říši trvale ztraceny. V posledních letech Herakleiova panování si Arabové dále podrobili Mezopotámii a ve svých výbojích pokračovali i v Egyptě a Arménii.

## Život

### Mládí a nástup na trůn
Herakleios se narodil kolem roku 575 v Kappadokii jako nejstarší syn Herakleia staršího, byzantského velitele pravděpodobně arménského původu, a jeho manželky Epifanie. Herakleios starší sloužil za Maurikia ve východních provinciích na neklidných hranicích s perskou říší. Tam s ním prodléval a tyto kraje poznával i jeho syn. O Herakleiově mládí a dosaženém vzdělání toho není mnoho známo, ačkoli se těšil pověsti učeného muže. Zřejmě od útlého věku hovořil arménsky a řecky. Někdy okolo roku 600 jmenoval císař Herakleia staršího africkým exarchou, takže zastával jeden z nejvyšších postů v říši. Herakleios doprovázel svého otce do severní Afriky, kde přišel do kontaktu s pozůstatky někdejší římské velikosti a snad si osvojil i širší znalosti latiny. V průběhu svého pobytu v Africe se rovněž zasnoubil s Fabií, dcerou místního velkostatkáře.

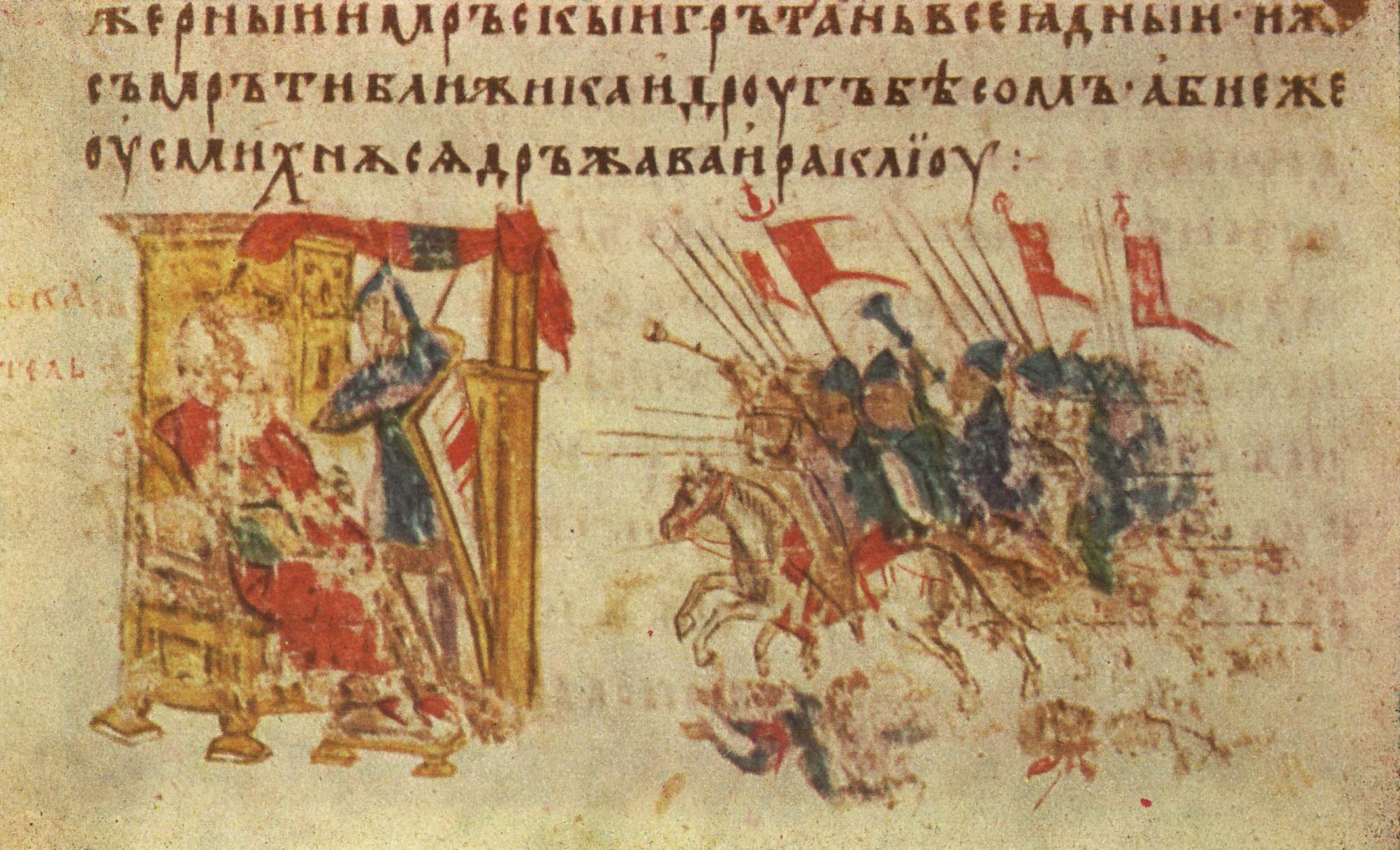
Fokas napadený Herakleiovými muži, kronika Konstantina Manasse

V listopadu 602 byl Maurikios sesazen a zavražděn v důsledku vzpoury nespokojeného vojska na Balkáně. Vlády se ujal vůdce vzbouřenců, uzurpátor Fokas. Ten sice ponechal většinu ze stávajících úředníků a vojáků v jejich funkcích, záhy byl ovšem vystaven neutuchající zášti senátorských kruhů, osnujících proti uzurpátorovi několik spiknutí, potlačovaných se vzrůstající krutostí. Maurikiovo násilné svržení posloužilo perskému velkokráli Husravovi II. jako záminka k obnovení války s Byzantinci, v níž těžil z rozpolcenosti svých nepřátel. V roce 608 vypověděl Herakleios starší Fokovi poslušnost a dal v Kartágu razit mince, na nichž byl se svým synem zobrazován v konzulském rouchu. Ani jeden z nich však nevznesl nárok na císařský titul. Niketas, bratranec mladšího Herakleia, byl vyslán s africkým vojskem do Alexandrie, jejímž obsazením měl odříznout Konstantinopol od dodávek egyptského obilí a vyvolat v hlavním městě nelibost vůči Fokovi. Zatímco si perská vojska podrobovala byzantskou Mezopotámii a Arménii, Fokovi loajální velitel Bonosos, jehož sil bylo naléhavě třeba k obraně před Peršany, se vypravil ze Sýrie do Egypta proti Niketovi. Tomu se podařilo vytlačit Bonosa z této země, načež povstalci opanovali také většinu Sýrie a Kypr.
Herakleios mladší mezitím v Kartágu připravoval flotilu k námořní expedici, jejímž cílem byla Konstantinopol. Při plavbě přes Sicílii, kolem pevninského Řecka a Soluň získal další stoupence a v září 610 dosáhl města Abydos, nacházejícího se při vstupu do Hellespontu. O měsíc později proplul Propontidou k hlavnímu městu, v němž se na jeho stranu přidali stoupenci dému Zelených. Konstantinopol záhy zachvátil naprostý zmatek umocňovaný rozbroji mezi soupeřícími démy, skupinami příznivců při závodech v hippodromu. Po zavraždění Bonosa se organizovaný odpor Fokova režimu zhroutil, neboť císařská tělesná stráž přešla i se svým velitelem Priskem, Fokovým zetěm, k Herakleiovi. Fokas byl dopaden a 5. října 610 předveden před Herakleia na jeho loď, kde byl po krátké rozmluvě zmrzačen a popraven. Téhož dne se Herakleios oženil s Fabií, která přijala jméno Eudokie, a vzápětí byl konstantinopolským patriarchou Sergiem korunován za císaře.

### První léta vlády ve znamení katastrof
Herakleios poměrně snadno přemohl Foku, nicméně okolnosti, za nichž se zmocnil vlády, se jevily být nanejvýš tíživé až beznadějné. Říši sice nadále náležela většina území, jež měla za Maurikia, téměř všechny její hranice byly ale vystaveny bezprostředně hrozícímu nebezpečí. Její armáda byla demoralizovaná a rozvrácená dosavadními vnitřními rozbroji, převraty a souvisejícími represemi. Obdobně i byzantskou společnost rozpolcovaly politické otřesy, soupeření démů a náboženská nejednota. Nejvážnější zahraniční krizi představoval konflikt s Peršany, kteří si do roku 610 systematicky podmanili pohraniční pevnosti v Mezopotámii a takřka celou Arménii s úmyslem trvale je připojit ke své říši. Do jejich rukou padla kromě četných jiných i významná města Daras, Theodosiopolis (dnešní Erzurum), Amida (Diyarbakır) a Edessa. Aby získali podporu lokálního obyvatelstva, Peršané dosazovali na nově dobytých území monofyzitské biskupy a odstraňovali jejich chalkedonské oponenty. Krátce po nástupu na trůn se Herakleios pokusil ukončit nepřátelství a požádal o mír. Husrav II., vydávající se původně za ochránce údajného Maurikiova syna Theodosia, se rozhodl vytrvat ve své již nezastřené expanzi a císařova vyslance usmrtil. Někteří moderní historikové jsou toho názoru, že Husravovým záměrem byla obnova velikosti Persie v hranicích někdejší achaimenovské říše.

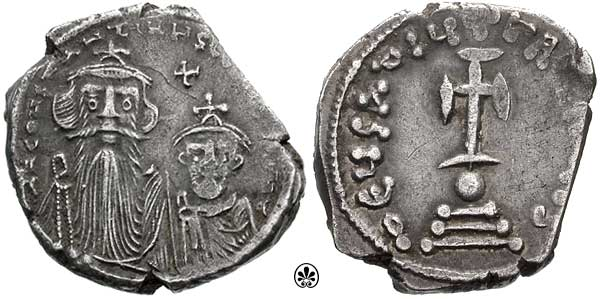
Stříbrná mince s nápisem Deus adiuta Romanis

Nejistotu císařova postavení zvyšovala skutečnost, že značná část byzantské armády podléhala Fokovým generálům. Komentiolos, Fokův bratr a velitel vojska na východě, se nehodlal podvolit Herakleiovi a shromáždil své muže v zimním táboře v Ankyře, odkud zamýšlel táhnout na Konstantinopol. Toto povstání skončilo, když Komentiola zavraždili jeho vlastní muži. Počátkem roku 611 pronikla dvě perská vojska do východní Anatolie a Sýrie. Herakleiův bratranec Niketas, velící byzantským oddílům v Sýrii, se poté střetl s královským vojevůdcem Šahrvarázem v nerozhodné bitvě u Emesy (Homs) a dočasně zadržel perský postup. V téže době si perský generál Šáhén bez obtíží podrobil kappadocké město Kaisareiu, čehož Byzantinci využili k zahájení protiofenzívy. Priskos, jehož Herakleios pověřil velením v Malé Asii, sevřel Šáhéna v Kaisareii, v níž ho obléhal téměř jeden rok. Jelikož zničení Šáhénova vojska by Peršanům uštědřilo drtivý úder, Herakleios dorazil na bojiště a jako první císař od časů Theodosia I. se osobně zúčastnil válečné kampaně. Priskos se ale údajně odmítl s císařem setkat z důvodu nemoci, načež se Herakleios počátkem roku 612 vrátil do Konstantinopole. Obklíčeným Peršanům se podařilo vyváznout z města a uniknout do Arménie, což Herakleia silně rozladilo. Povolal tedy Priska do hlavního města a se Sergiovou pomocí ho donutil ke vstupu do kláštera. Priskovým nástupcem ustavil Maurikiova vojevůdce Philippika, avšak zanedlouho se sám ujal vojska. Po nezdaru u Kaisareie zasáhla císaře rodinná tragédie. Jeho manželka Eudokie, jež mu právě porodila prvorozeného syna Herakleia Konstantina, zemřela v srpnu 612 po záchvatu epilepsie. O několik měsíců později byl Herakleios Konstantin korunován a ustaven spolucísařem svého otce.
V roce 613 se Herakleios rozhodl zastavit perskou invazi do Sýrie. Po Šáhénově dobytí Meliteny (Malatya) se Philippikos vydal s menším dílem vojska do Arménie a dále na perské území, čímž upoutal pozornost Peršanů. Tento diverzní útok umožnil císaři vtáhnout do Sýrie a spojit síly s Niketou a se svým bratrem Theodorem. U Antiochie se střetl s Husravovým vojskem, nicméně utrpěl porážku, po níž se stáhl na sever. Antiochie a okolní oblasti padly do perských rukou, takže byzantská říše byla fakticky rozetnuta ve dví. Podobně jako dříve v Mezopotámii, nechal Husrav město vyplenit a mnohé z jejích obyvatel odvléci do Persie. V následné bitvě u Kilických bran Byzantinci znovu podlehli Peršanům, kteří posléze obsadili Kilíkii. Na podzim téhož roku Šahrvaráz dobyl Damašek a zamířil do Palestiny. Protože Niketas ustoupil do Egypta, Šahrvaráz pokračoval v roce 614 na jih a dorazil k Jeruzalému. Za vydatného přispění zdejších Židů, utiskovaných císařskou vládou, vzal perský vojevůdce toto město po třítýdenním obléhání ztečí. Vítězové zmasakrovali nebo odvedli na východ tisíce lidí, zničili četné kostely a uloupili údajný Kristův kříž, posvátnou křesťanskou relikvii. Pád Jeruzaléma a ztráta Sýrie a Palestiny přivodily Byzantincům nevýslovný psychologický šok. Státní pokladna byla navíc ochuzena o obrovské daňové příjmy plynoucí z těchto bohatých zemí a došlo tak k výraznému poklesu finančních prostředků nezbytných k vedení války. O tom, v jak zoufalém postavení se říše ocitla, svědčí i tehdejší mince, na něž dal Herakleios razit nápis Deus adiuta Romanis („Bože, pomoz Římanům“).

### Ztráta Egypta, zpustošení Malé Asie a Balkánu
Perské vojsko vedené Šáhénem proniklo v roce 615 do Malé Asie a vyrabovalo Ankyru a Sardy, aniž by narazilo na vážnější odpor. Peršané postoupili až k Chalkedonu, nacházejícímu se nedaleko Konstantinopole, na protilehlém břehu Bosporu, a v roce 615 nebo 616 toto město dobyli. Hérakleios zvažoval abdikaci, ale pak se rozhodl k zoufalému kroku, vyslal k Husrávovi posly s žádostí o mír za jakýchkoliv podmínek. Hérakleios prosil šáha o odpuštění a perského vládce oslovoval jako nejvyššího císaře. Husrav ovšem usiloval o úplné zničení východořímské říše a odmítl Herakleiovy mírové návrhy. Šáhén se po zpustošení Anatolie odebral zpět do Persie. Jakmile si Šahrvaráz podmanil Sýrii, zahájil invazi do Egypta, bráněného Niketou. Nejprve ovládl Pelusium a obsadil Dolní Egypt, načež přikročil k dobývání Alexandrie. Po delším obléhání toto město pravděpodobně v červnu 619 za velkých ztrát na životech padlo. Niketas vyhledal společně s alexandrijským patriarchou záchranu v útěku na Kypr. Peršané poté rozšířili svoji moc do jižního Egypta a do poloviny roku 621 si tuto provincii zcela podrobili. Byzantinci tím byli připraveni o další důležitý zdroj financí a zvláště obilí, což si vynutilo zrušení jeho rozdílení v Konstantinopoli.

Byzantinci v Itálii kolem roku 616

Pohromy v těchto nelehkých letech stíhaly i ostatní části impéria. Jedno z prvních Herakleiových opatření po nástupu na trůn se týkalo přesunu valné části císařského vojska z Balkánu na východ. V důsledku toho došlo k postupnému rozvratu byzantské přítomnosti v balkánských provinciích. Pevnosti chránící hranici na Dunaji sice nadále zůstávaly osazeny byzantskými posádkami, nicméně území za nimi bylo vystaveno ničení Avarů a Slovanů. Illyricum, Řecko a dokonce Peloponés zachvátily svými útoky slovanské kmeny, zanechávající za sebou vydrancované a vylidněné kraje, jež pak samy osidlovaly. V roce 614 nebo 615 jim podlehlo významné město Salona, čímž se byzantské kontrole vymkla Dalmácie. V téže době Avaři podnikli rozsáhlou ofenzívu v centrální části Balkánu, při níž zabrali Naissus (Niš) a Serdiku (Sofie). Soluň jen stěží odolala náporu Avarů a Slovanů v roce 618.
Neutěšené poměry říše se projevily i v jejích teritoriích v západním Středomoří. Vizigóti se kolem roku 615 zmocnili většiny zbývajícího území byzantské provincie na jihu Pyrenejského poloostrova, a svoje výboje završili přibližně o deset let později. V Itálii zabili vojáci rozlícení opožděným placením žoldu tamějšího exarchu. Císař vyslal do Ravenny a novým exarchou ustavil eunucha Eleutheria, jemuž se podařilo potlačit nepokoje a potrestat vrahy svého předchůdce. Eleutherios posléze zdolal povstání v Neapoli, avšak roku 619 byl zabit svými vojáky, když se prohlásil císařem.
Kritická situace státu Herakleia podnítila k úvahám o přenesení sídla vlády do Kartága, od čehož ho odvrátil patriarcha Sergios. Mezi oběma muži vyvstalo jisté napětí, když si císař za svoji novou choť vybral svoji neteř Martinu. Herakleiova volba způsobila skandál nejen v církevních kruzích, nýbrž také mezi veřejností, jelikož takovýto svazek byl pokládán za incestní. Sergios jen zdráhavě souhlasil, přičemž osobně vykonal svatební obřad. Podle Theofana se svatba konala krátce po smrti Eudokie, nelze ovšem vyloučit, že k ní mohlo dojít nejpozději roku 623.
Kruh okolo Konstantinopole se dále zužoval: Avaři a Slované devastovali Balkán, zatímco Husravovi vojáci stále intenzivněji pronikali do Malé Asie. Do roku 619 přestaly fungovat císařské mincovny ve městech Kyzikos a Nikomédie. Herakleios dal proto razit mince v Seleukii (Silifke) a nakonec v těžko přístupné Isaurii. Přestože Peršané v roce 620 nebo 622 dobyli strategicky důležitou Ankyru, nedokázali trvale opanovat západní a centrální Anatolii. I přes nezměrné oběti kladlo místní obyvatelstvo útočníkům houževnatější odpor, než s jakým se setkali v Sýrii a Egyptě. Peršané měli dokonce postavit loďstvo, s nímž se měli kolem roku 622 zmocnit ostrova Rhodos.

### Náznaky obratu
Na počátku dvacátých let 7. století se byzantská říše nacházela takřka v troskách. Nejbohatší východní provincie se nalézaly v držení nepřátel, Malá Asie a Balkán byly sužovány soustavnými nájezdy a státní pokladna se ocitla na pokraji bankrotu. Navzdory nepřetržitému sledu katastrof, které říši postihovaly na všech stranách, se byzantské vládnoucí vrstvy sjednotily za Herakleiem v odhodlání vytrvat v boji. S výjimkou vzdálené Itálie se nevyskytly žádné pokusy o uzurpaci nebo svržení císaře, ani o přeběhnutí na stranu vítězících Peršanů. Patriarcha Sergios bezprecedentním způsobem podpořil Herakleiovo válečné úsilí, když dal veškeré bohatství nashromážděné církví k dispozici státu. Obdobně veškeré bronzové sochy a drahocenná výzdoba monumentů byly sejmuty a přetaveny v mince. Státní pokladna byla naplněna nucenými půjčkami a široce uplatňovanými rekvizicemi. Ze získaných prostředků byli zaplaceni stávající i nově odvedení vojáci a najati žoldnéři.

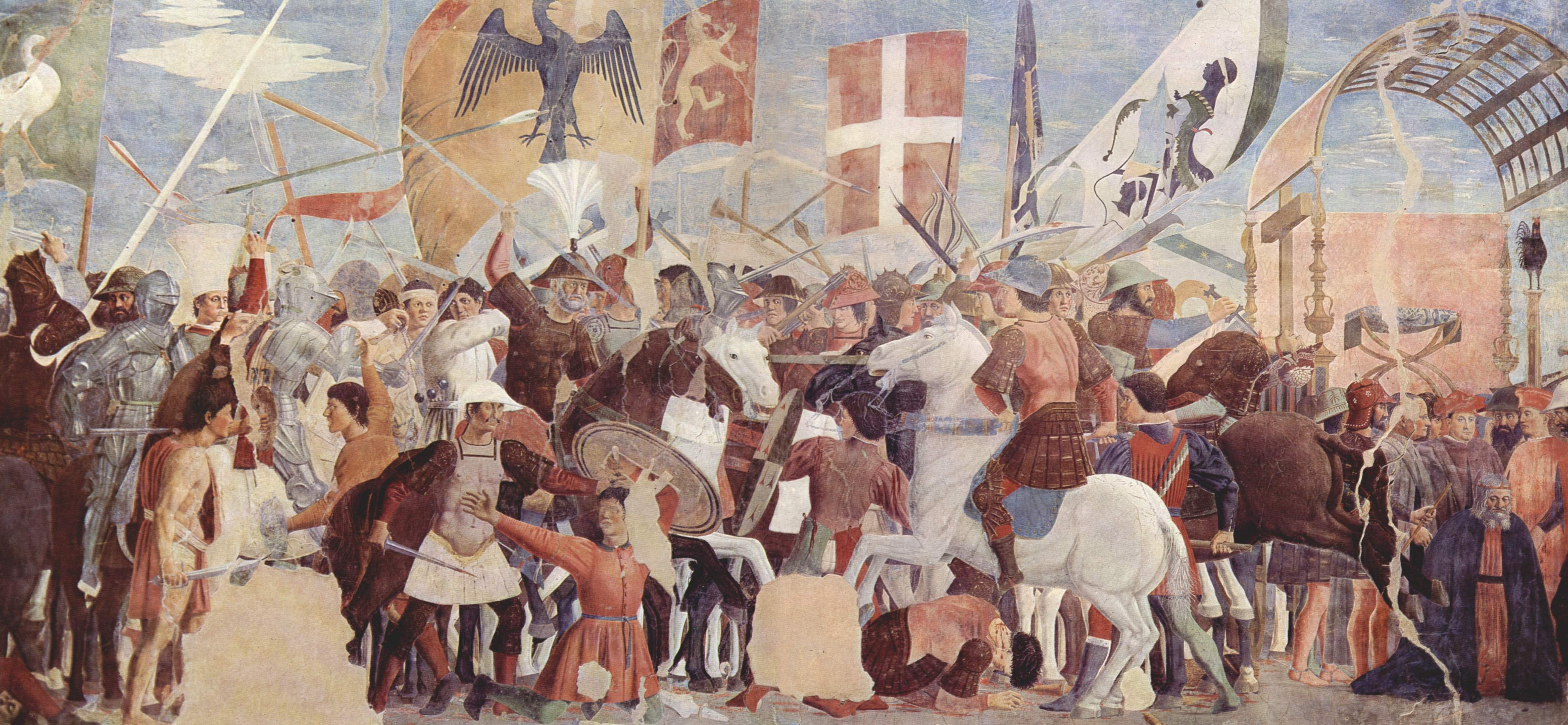
Freska znázorňující bitvu mezi Herakleiovým vojskem a Peršany vedenými Husravem II. od Piero della Francescy

V roce 620 sjednal Herakleios s Avary draze vykoupený mír, což mu umožnilo stáhnout zbývající vojenské oddíly z Thrákie do Malé Asie., kde dosud pobývaly značné části arménských a východních sborů. 5. dubna 622 císař opustil Konstantinopol a odplul do Bithýnie, odkud se odebral do nitra Anatolie. Tam posbíral a seskupil vojsko rozptýlené po zimních stanovištích. Své muže podrobil výcviku, doplnil jejich řady a reorganizoval je. Někteří dřívější historikové, jmenovitě Georgij Aleksandrovič Ostrogorskij, byli přesvědčeni o tom, že Herakleios v této době provedl zásadní restrukturalizaci říše zavedením themat. V současnosti je tato hypotéza zpochybňována. Otřeseného ducha byzantských vojáků se císař snažil povzbudit roznícením náboženského zápalu a za tímto účelem sebou dopravil vzácnou ikonu Krista nestvořenou lidskou rukou. V červenci 622 Byzantinci vyrazili na východ, avšak o jejich přesném pohybu panují pochybnosti. Nelze vyloučit, že Herakleios táhl přes Kappadokii, ačkoli pravděpodobněji postupoval přímou trasou do Pontu. Generál Šahrvaráz se mezitím ujal velení nad perským vojskem na východě Malé Asie a ihned se vrhl do pronásledování císaře, jemuž chtěl zabránit v proniknutí do Arménie. V závěru podzimu 622 se Byzantinci po několika týdnech oboustranného vyčkávání a manévrování střetli s Peršany a jednoznačně je porazili. Tato bitva sice nepřivodila rozhodující zvrat ve vývoji konfliktu, přesto významně pozvedla morálku Byzantinců, neboť se jednalo o první hmatatelnější úspěch dosažený nad jejich protivníky.
Herakleios patrně zamýšlel vydat se do Persie, nicméně jeho záměry byly zmařeny Avary, kteří porušili mír. Své vojsko proto nechal přezimovat na východě a sám se vrátil do Konstantinopole, v níž se mu dostalo nebývale slavnostního přivítání. Počátkem června 623 se císař a avarský kagan měli setkat v Thrákii, avšak Avaři při té příležitosti hodlali Herakleia chytit do pasti a unést ho. Císař se na poslední chvíli dozvěděl o avarské léčce a jen se štěstím vyvázl z nebezpečí. Avaři poté vydrancovali bezprostřední okolí byzantského hlavního města a odvedli desítky tisíc zajatců. Navzdory proradnosti Avarů s nimi Herakleios dohodl nové mírové podmínky, přičemž se zavázal vyplácet jim roční tribut ve výši 200 000 solidů a odevzdat jim vysoce postavené rukojmí. Za tuto obrovskou cenu si císař vykoupil pomíjivý a dočasný klid na Balkáně, díky čemuž mohl napřít všechnu svoji pozornost k přípravám další fáze války s Peršany.

### Tažení na Kavkaz a do Persie
Herakleios dospěl k přesvědčení, že vítězství lze dosáhnout spíše útokem proti centru perské říše než dobýváním ztracených východních území. Koncem března 624 se v doprovodu své manželky Martiny vypravil z Konstantinopole, v níž za jeho nepřítomnosti řídili státní záležitosti patriarcha Sergios a patrikios Bonos. Po krátké zastávce v Nikomédii postupoval přes Kaisareiu k Theodosiopoli v Arménii. Znovu se pokusil obnovit diplomatické kontakty s Husravem, nicméně ten odmítl vyjednávat a zaslal císaři otevřeně urážlivý dopis. Arménský dějepisec Sebeos uvádí, že Herakleiovo vojsko čítalo 120 000 mužů. Tento údaj je ale značně nadhodnocený, protože císař mohl disponovat nejvýše 50 000 vojáky. Koncem dubna 624 Byzantinci vstoupili na perské území, čehož císař využil k posílení náboženského cítění svých mužů a jejich touhy po pomstě za utrpěná příkoří. Popis v dochovaných pramenech navozuje dojem jakéhosi svatého tažení proti Peršanům, ovšem podle názoru dnešních historiků se nejednalo o žádnou křížovou výpravu, třebaže Herakleiova kampaň bývá takto někdy vnímána.

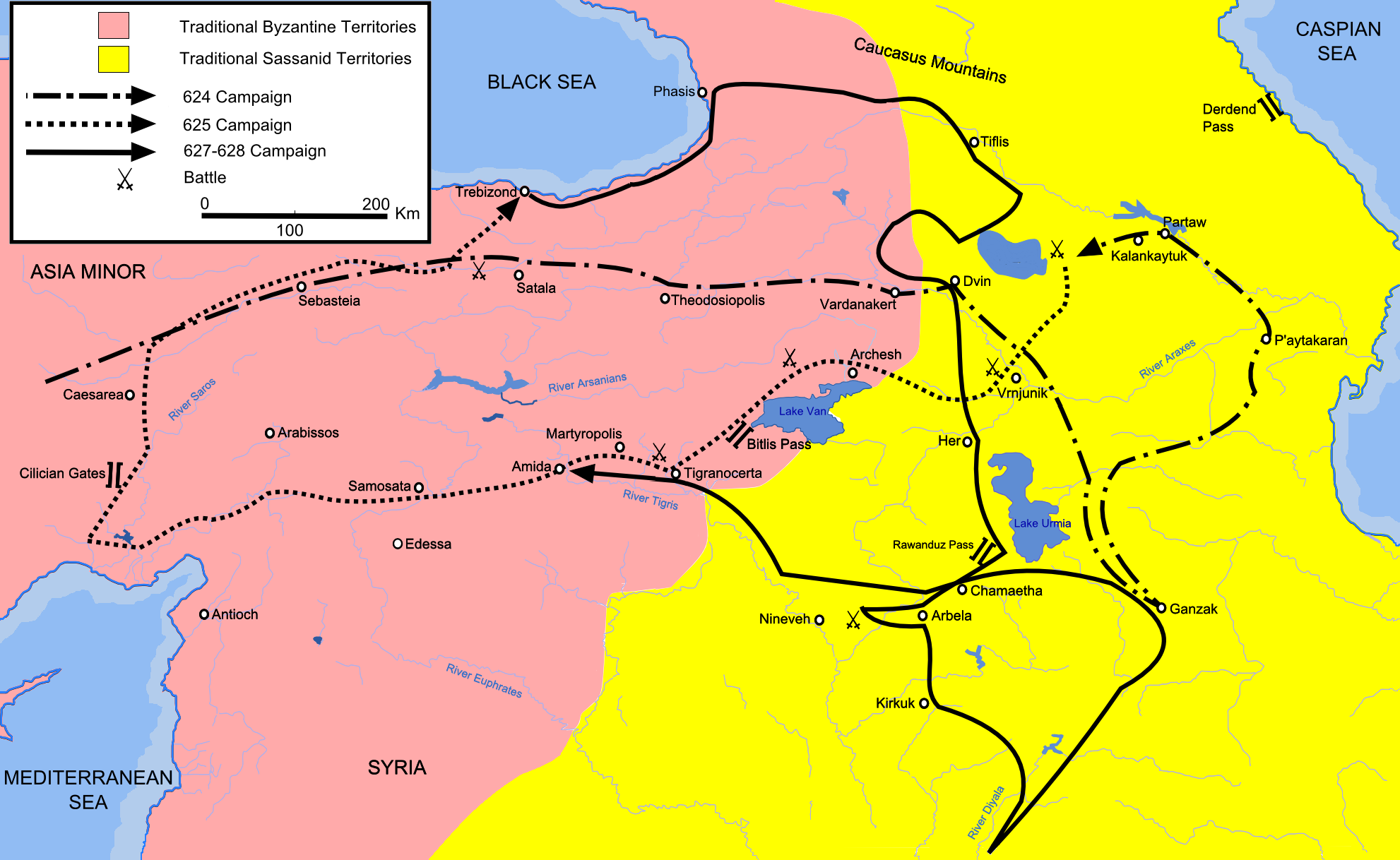
Mapa Herakleiových tažení na Kavkaze, Malé Asii a Mezopotámii v letech 624 až 628

Po obsazení Theodosiopole zamířil Herakleios podél řeky Araxes do Persarménie, jejíž hlavní město Dvin dobyl a vyplenil. Potom pokračoval na jih hlouběji do nepřátelského teritoria a zapaloval města a vesnice, na něž přitom narazil. Když se doslechl o tom, že Husrav prodlévá se 40 000 muži ve městě Ganzak v Atropateně, neprodleně se za ním vydal ve snaze utkat se s ním. Král povolal ze západu Šahrvaráze a před blížícím se Herakleiem ustoupil na jih za pohoří Zagros. Císař se pak zmocnil Ganzaku a dal zničit poblíž se nacházející chrám ohně v nynějším Tacht-e Sulejmán. Na podzim 624 se Herakleios rozhodl stáhnout a přichystat k přezimování, čímž se vyvaroval nadmíru riskantnímu vpádu do Mezopotámie. Koncem listopadu Herakleios dorazil do kavkazské Albánie a během zimy doplnil své vojsko o četné žoldnéře pocházející z okolních krajů. Při svém pobytu na Kavkaze císař hledal spojence mezi místními, převážně křesťanskými národy – Lazy, Ibery, Albány a Abasky.
V roce 625 se Husrav rozhodl eliminovat nebezpečí představované Herakleiem a vyslal proti němu tři perská vojska. Příchod prvního z nich, vedeného energickým generálem Šahraplakanem, zamezil Herakleiovi v opětovném tažení do Atropateny. Císař obezřetně stíhaný Šahraplakanem se obrátil směrem k Ibérii, načež Šahrvaráz s jinou perskou armádou, postupující od západu, zablokoval únikovou trasu vedoucí přes tuto zemi. Zanedlouho se objevilo třetí perské vojsko v čele se Šáhénem, který zamýšlel dostihnout Herakleia u průsmyku Bitlis. V tomto pro Byzantince nanejvýš svízelném okamžiku se císaři podařilo vyváznout z hrozícího obklíčení a zabránit zničení svých sil sérií rychlých manévrů, jimiž zmátl své oponenty. Lstí zabránil možnému spojení perských armád a přiměl Šahraplakana ke svedení bitvy, v níž tento perský vojevůdce nalezl porážku a smrt. Krátce po něm dorazil Šáhén, jehož vojsko bylo taktéž zdoláno a zahnáno na útěk. Zbytky poražených Peršanů se pak připojily k Šahrvarázovým mužům.
Po tomto vítězství Herakleios vytáhl do někdejší byzantské Arménie, jelikož jeho kavkazští spojenci odmítli pokračovat ve výpravě a vrátili se do svých domovů. Šahrvaráz se společně s Šáhénem pustil do pronásledování Byzantinců a severně od jezera Van se je pokusil zaskočit. Tomu císař předešel nečekaným nočním útokem proti Peršanům, při němž ztratili mnoho lidí a Šahrvaráz stěží unikl dopadení. Byzantinci si podrobili pevnosti Amidu a Martyropolis při horním toku Tigridu a vytrvali v postupu na západ. K nové srážce mezi Herakleiem a Šahrvarázem došlo při přechodu přes řeku Sarus. Císař se tu měl vyznamenat, když odvážným osobním zásahem v bitevní vřavě zabránil úprku svých vojáků. Poté se obě armády od sebe oddělily a Herakleios se vydal přezimovat k městu Sebasteia (Sivas).

### Obléhání Konstantinopole a rozhodující střet
Tyto nezdary přiměly Husrava k provedení rozsáhlých odvodů všech bojeschopných mužů, včetně cizinců z porobených provincií a otroků, z nichž sestavil nové vojenské sbory. Jejich velitelem ustavil Šáhéna, jenž měl za úkol vázat na sebe Herakleiovu armádu. Velkokrál současně vyslal Šahrvaráze napříč Malou Asií k Bosporu, aby u Chalkedonu vyčkával příchodu Avarů, s nimiž Peršané uzavřeli spojenectví. Husrav si chtěl s podporou avarských hord podmanit Konstantinopol, čímž by Byzantincům uštědřil fatální úder. Herakleios na tento nepříznivý vývoj zareagoval rozdělením svých sil. Část mužů poslal bránit Konstantinopol, svého bratra Theodora pověřil zastavením Šáhéna a sám se s menším vojskem vydal na Kavkaz. Šáhén záhy dostihl Theodora, s nímž se srazil kdesi v severovýchodní Anatolii a v nastalé bitvě císařovu bratrovi podlehl. Perský vojevůdce po této porážce propadl malomyslnosti zapříčiněné Husravovou zlobou, v důsledku čehož onemocněl a zemřel.
Zatím Konstantinopol začala být svírána hrozivým kruhem Peršanů, Avarů a Slovanů stahujícím se kolem města od západu i východu. Podle spolehlivých údajů obsažených v Chronicon Paschale dosáhl avarský předvoj města 29. června 626. Georgios Pisides se zmiňuje o tom, že celkový počet přitáhnuvších Avarů a Slovanů čítal až 80 000 mužů. Před těmito masami barbarů chránilo konstantinopolské hradby 12 000 Byzantinců, v jejichž čele stál magister militum praesentalis Bonos. Vlastní obléhání Konstantinopole bylo zahájeno poté, co koncem července dorazil k městu avarský kagan. Obránci i obyvatelé obleženého města spoléhali v Boží přízeň a v záchranu Konstantinopole, pročež patriarcha Sergios nosil podél hradeb ikonu Bohorodičky. Avaři oplývali potřebnými obléhacími zařízeními, postrádali ovšem patřičné zkušenosti s dobýváním opevněných sídel. Když avarské útoky na město ztroskotaly, kagan nařídil Slovanům, aby na svých monoxylech přepravili Peršany na evropský břeh Bosporu. Byzantskému loďstvu se ale podařilo zničit a potopit slovanské čluny a zabránit přímému spojení Avarů a Peršanů. Po neúspěchu slovanského útoku ve Zlatém rohu přerušili Avaři, sužovaní nedostatkem zásob, obléhání a počátkem srpna 626 se stáhli. Bezprostředně po odražení Avarů údajně vznikl hymnus Akathistos, svědčící o míře nadšení a úlevy pociťované mezi Byzantinci.

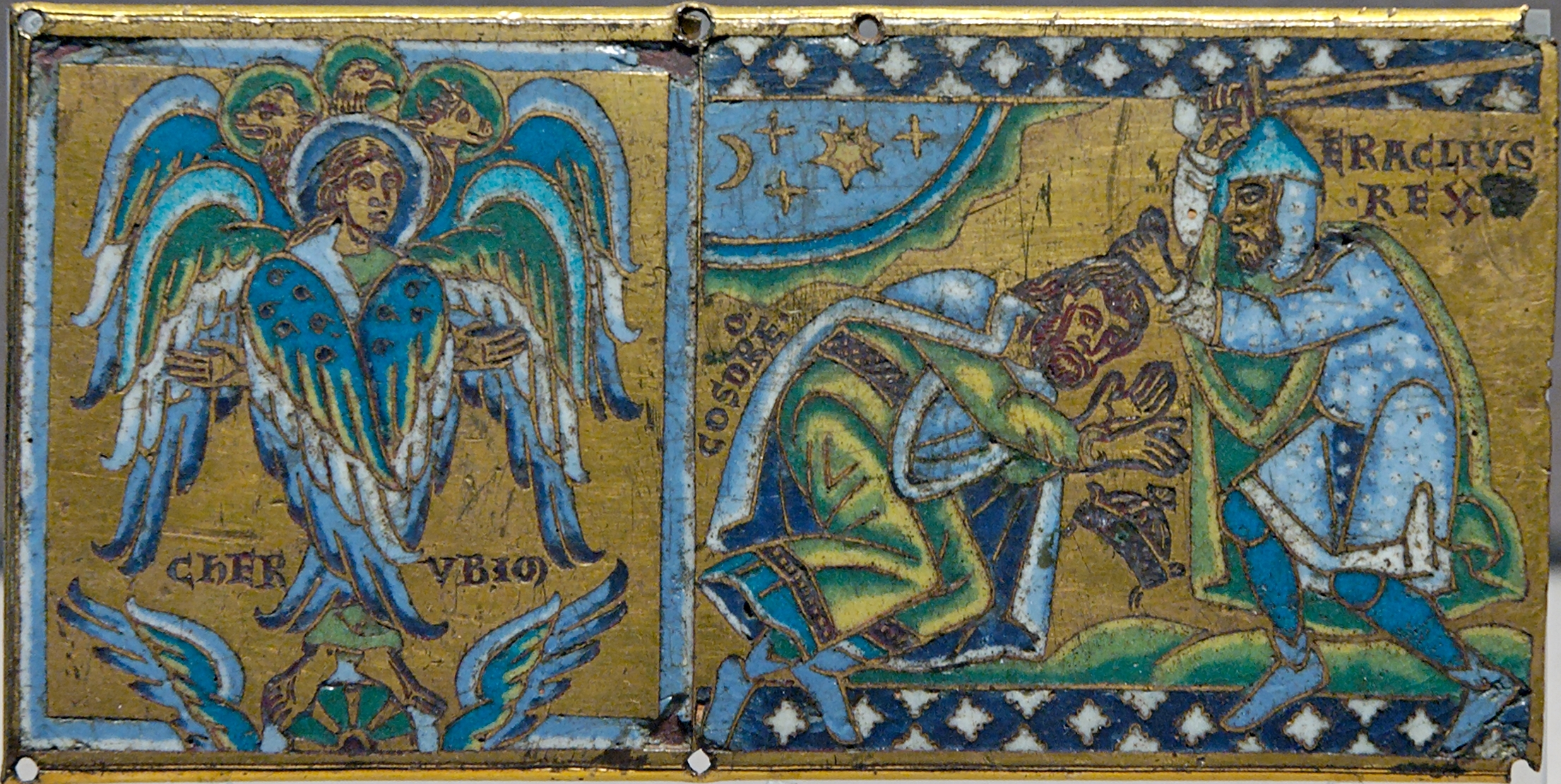
Cherub a Herakleios, jemuž se poddává Husrav II., Louvre

Vedle kavkazských národů se Herakleios snažil nalézt oporu pro konflikt se Sásánovci i v diplomatickém jednání s nomádskými Turky na severu. V létě 626 tito Turci přepadli a vyplenili severní kraje perské říše a ve svých nájezdech neustávali ani v dalších letech. Byzantinci mezitím zachytili Husravův dopis, jimž nespokojený velkokrál přikazoval popravit Šahrvaráze. Jakmile byl perský velitel obeznámen s obsahem tohoto sdělení, odvedl své vojsko od Konstantinopole a nadobro ustal v boji proti Byzanci. Neúspěch Avarů u Konstantinopole a především neutralizace Šahrvarázovy armády představovaly bod obratu ve válce s Peršany.
Na jaře 627 Herakleios vyrazil do Ibérie, kde se setkal se svými turkickými spojenci, vedenými chánem Ziebelem, a spolu s nimi oblehl houževnatě se bránící město Tiflis (Tbilisi). Císař přislíbil chánovi ruku své dcery a obdržel od něho posilu 40 000 turkických bojovníků. Navzdory blížícímu se zimnímu období Herakleios vytáhl v září do perského vnitrozemí. Ve svém postupu nepolevil, ani když ho Turci vlivem nepříznivých klimatických podmínek opustili. Překvapený tímto nečekaným tahem, Husrav nařídil shromáždit veškeré dostupné síly, jimž byl za velitele určen vojevůdce Razatés. Herakleios prošel kolem Urmijského jezera na jih, pak se stočil na západ směrem k řece Tigris, přičemž byl obezřetně pronásledován Razatem. Po překročení řeky Velký Záb s ním císař 12. prosince 627 svedl bitvu u Ninive, v níž Byzantinci Peršany potřeli a Razata připravili o život. Peršané nebyli nadále schopni zabránit Herakleiovi v invazi do Mezopotámie.
V lednu 628 se Byzantinci zmocnili královské rezidence v Dastagerdu, nedlouho předtím obývané Husravem, a získali ohromnou kořist. Poté, co Husrav opět odmítl císařovu nabídku míru, vypálili Dastagerd a vypravili se na Ktésifónt. Perské hlavní město se ale Herakleiovi jevilo příliš opevněné a proto odvedl své vojáky na sever do Atropateny. Ačkoli se císař neodvážil podniknout konečný útok proti centru perské říše, všudypřítomná nelibost Peršanů pociťovaná vůči velkokráli dostoupila svého vrcholu. Jeho syn Kavád zosnoval s podporou vojska převrat, při němž byl Husrav II. zbaven vlády a po krátkém věznění koncem února 628 popraven.

### Vrácení Kristova kříže do Jeruzaléma

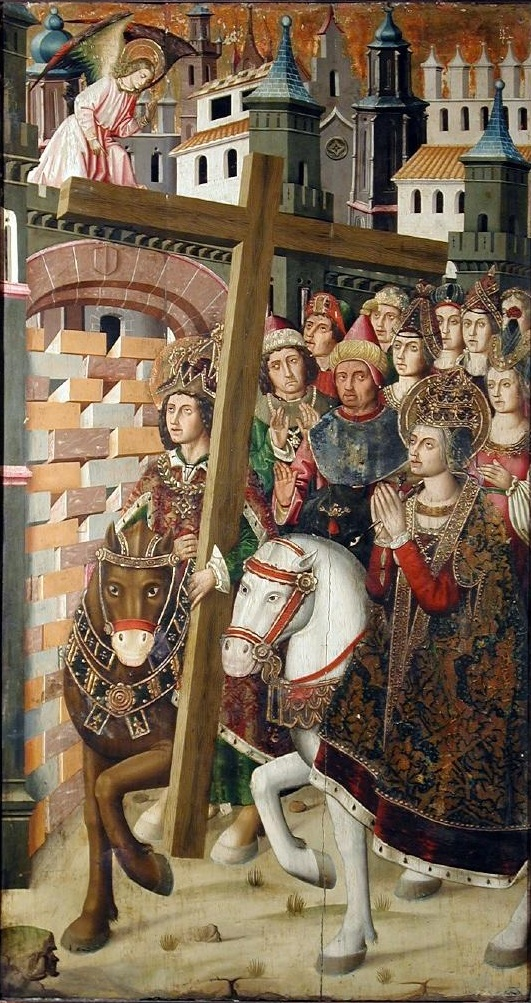
Herakleios doprovázený Helenou vrací Kristův kříž do Jeruzaléma

Krátce po uchopení trůnu vyslal Kavád II. k Herakleiovi, prodlévajícímu tehdy v Ganzaku, poselstvo s dopisem, v němž král císaře oslovil jako svého bratra a požádal o mír. V následně sjednané mírové smlouvě byl dohodnut status quo ante předpokládající vyklizení všech byzantských území doposud v držení Peršanů, propuštění zajatců a odevzdání Kristova kříže. Kavád si však nedokázal vynutit poslušnost Šahrvaráze vzpouzejícího se evakuovat své muže ze Sýrie a Egypta. Situace se ještě zkomplikovala Kavádovou náhlou smrtí v říjnu 628, načež se ujal vlády jeho nedospělý syn Ardašír III. Herakleios se odebral z Persie na západ a vyslal svého bratra Theodora do severní Mezopotámie, odkud měl vypudit Peršany. Theodor jen s obtížemi přiměl perskou posádku Edessy k odchodu z města a posléze obnovil byzantskou kontrolu nad Mezopotámií, Osroénou a snad i nad Sýrií a Fénicií. Někdy na přelomu let 628 a 629 se císař s velikou pompou a za všeobecného nadšení vrátil do Konstantinopole, v níž uspořádal velkolepé triumfální procesí.
V červenci 629 se Herakleios setkal s Šahrvarázem, ovládajícím stále Egypt, Palestinu a severní Sýrii, v kappadockém městě Arabissos. Perský vojevůdce souhlasil se stažením z byzantských provincií, za což se císař zavázal poskytnout mu vojenskou pomoc v jeho nárocích na sásánovský trůn a patrně se hodlal ve prospěch Persie vzdát byzantské Mezopotámie. Šahrvaráz poté vtáhl do Ktésifóntu, zbavil Ardašíra III. moci a po jeho usmrcení se v dubnu 630 ustavil velkokrálem. Šahrvarázovo panování ale skončilo po pouhých dvou měsících jeho zavražděním, po němž se perská říše pohroužila v rostoucí chaos. Hranice mezi oběma říšemi zůstaly zachovány ve stejné podobě, v jaké existovaly na sklonku Maurikiovy vlády. Již v březnu 630 císař zavítal do Jeruzaléma, kam slavnostně vrátil Kristův kříž odcizený roku 614. Tím završil své vítězství nad Peršany a dosáhl zenitu své moci.

### Vnitřní vývoj
Herakleios dokázal uhájit další trvání říše, nicméně na počátku třicátých let 7. století bylo zapotřebí obdobného úsilí, jaké císař vyvinul při záchraně státu, i k zajištění jeho vnitřní obnovy. Slované nadále kontrolovali rozlehlé oblasti Balkánu a většina východu byla silně poznamenána nedávnými válečnými událostmi. Mimořádně namáhavý konflikt se Sásánovci rozrušil strukturu správního aparátu a armády a vysál lidské i hospodářské zdroje státu, na němž lpěl závazek nahrazení finančních prostředků zapůjčených mu církví. Perská nadvláda v Sýrii a Egyptě navíc vyostřila dlouhotrvající roztržku mezi monofyzity a stoupenci chalkedonského koncilu.
Už v průběhu perské války přiměly císaře klesající příjmy státní pokladny, vyvolané přechodnou ztrátou četných území, k přijetí rázných ekonomických protiopatření. V roce 615 zahájil ražbu nové stříbrné mince, pojmenované hexagram, a zmenšil množství cenného kovu v bronzové minci follis. Současně výrazně zkrátil výdaje říše snížením platu úředníků a žoldu vojáků na polovinu. Mimořádný zájem na udržení příjmů a výdajů v rovnováze se projevoval rostoucím významem hodnostáře pověřeného dohledem nad státní pokladnou, nesoucího titul sakellarios. Naproti tomu úřad pretoriánského prefekta ztratil na důležitosti. Po dosažení vítězství císař srazil výlohy na vojenské účely částečným rozpuštěním armády a omezením subsidií vyplácených spojencům, což se dotklo i přátelských arabských kmenů. Polní vojska v Arménii, Orientu a Thrákii byla obnovena, stejně jako pohraniční sbory při východní hranici. Ve znovu získaných provinciích musela být opět nastolena autorita říše, k čemuž bylo zapotřebí provést obnovu místních administrativních orgánů. Aby zabezpečil naplnění těchto cílů, prodléval Herakleios po několik let ponejvíce v Edesse. Vedle toho uskutečnil zásadní změnu, když vypustil tradiční latinskou titulaturu císařů a přijal řecký titul basileus, poprvé zmíněný v oficiálním dokumentu v březnu 629.
Herakleios zamýšlel využít své prestiže vítěze nad Sásánovci k překonání rozkolu mezi ortodoxní církví, přidržující se závěrů chalkedonského koncilu, a monofyzity ve východních provincií. S pomocí konstantinopolského patriarchy Sergia a alexandrijského patriarchy Kyra se pokusil prosadit kompromisní christologický směr označovaný jako monoenergetismus, podle něhož měl Kristus božskou a lidskou přirozenost a zároveň byl obdařen jedinou energií (energeia). V roce 631 vyslovil s touto doktrínou svůj zdráhavý souhlas antiochijský patriarcha Athanasios vedoucí delegaci dvanácti monofyzitských biskupů jednajících s císařem v Hierapoli. Nátlaku Byzantinců se zanedlouho podvolil rovněž arménský katholikos. V létě 633 byla jednotící formule akceptována synodou v Alexandrii, nicméně Egyptem se šířil stále silnější odpor vůči monoenergetismu. Vzniklý neklid vyústil v perzekuce údajných kolaborantů s Peršany, z čehož byli obviňováni monofyzité a zvláště Židé. Někdy v této době císař dokonce nařídil nucené křty Židů.
Monoenergetismus byl podroben kritice také ze strany chalkedonistů: mezi jeho odpůrci vynikal především jeruzalémský patriarcha Sofronios. S ohledem na vyvstalé pochybnosti a rezervovaný postoj papeže Honoria přikročil patriarcha Sergios k mírné obměně sporné formulace v souladu s papežovým stanoviskem. Následně Herakleios roku 638 vydal císařský edikt Ekthesis, na základě něhož byla zakázána diskuse o tom, zda měl Kristus jednu nebo dvě energie. Za christologickou doktrínu říše byl prohlášen monotheletismus, učení přičítající Kristu jedinou vůli (thelema) a uznávající jeho dvojí přirozenost. Snahy o usmíření monofyzitů přesto ztroskotaly a naopak se prohloubily rozpory s křesťany na Západě, neboť Honoriovi nástupci na papežském stolci Ekthesis odsoudili a monotheletismus označili za herezi.
Za Herakleia nastal patrně poslední záchvěv antické kultury a literatury. V Konstantinopoli tehdy přednášel novoplatónský filozof Stefanos z Alexandrie, představitel alexandrijské školy. Theofylaktos Simokattes, státní úředník pocházející z Egypta, sepsal své historické dílo navazující na tradice klasické historiografie. Nejvýznamnějším soudobým básníkem a panegyrikem byl Georgios Pisides, sloužící jako jáhen v chrámu Hagia Sofia. Ve svých básních oslavoval císařova vítězství nad Peršany a vedle toho se zaobíral náboženskými tématy. Mnohé cenné údaje o Herakleiově období jsou zachyceny v Chronicon Paschale, vyhotovené neznámým autorem, jenž byl císařovým současníkem.

### Arabská expanze

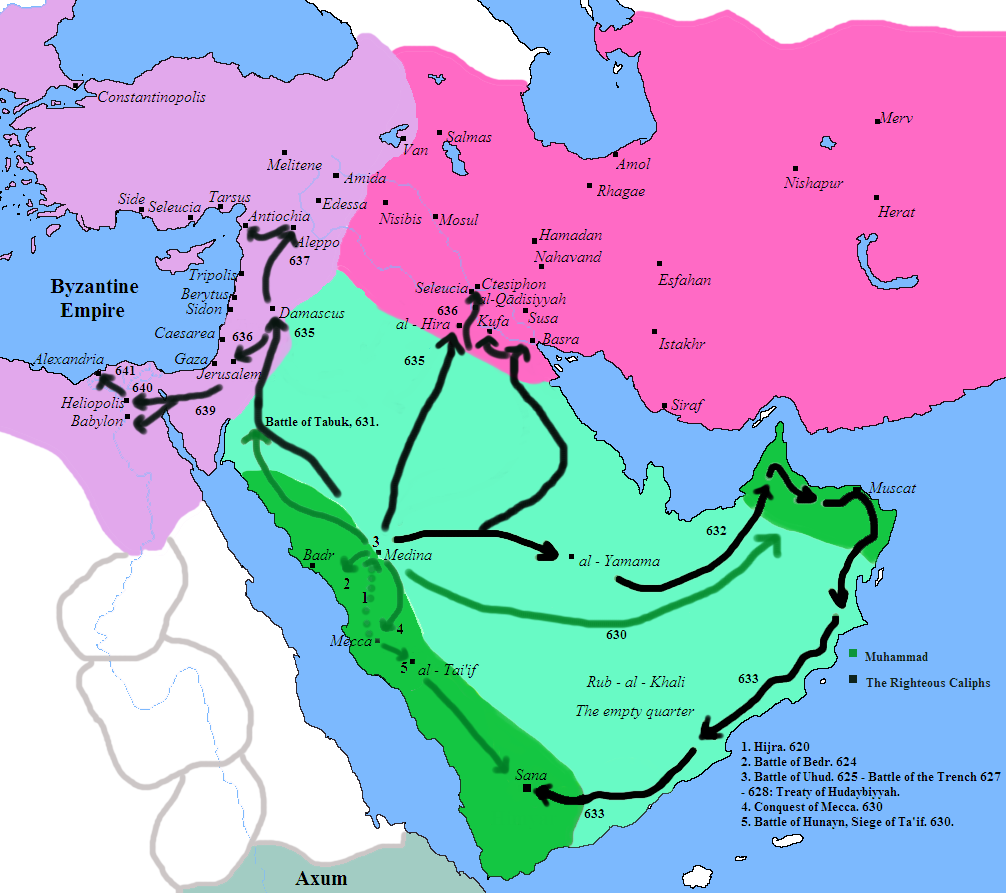
Výboje Mohameda a prvních chalífů

Římané a Byzantinci se s Araby stýkali po celá staletí. Některé arabské kmeny osidlovaly řídce obydlené polopouštní oblasti na periferii východních provincií a postupem času se usazovaly také v přilehlých městech. Při obraně Sýrie a Palestiny před nájezdy arabských Lachmovců, perských spojenců, a beduínů nepodléhajících jejich moci spoléhali Byzantinci na křesťanské arabské kmeny, mezi nimiž zaujímali přední místo polokočovní Ghasánovci. Zatímco Byzantinci a Peršané zápasili na počátku 7. století mezi sebou, Mohamed, prorok nově se rodícího náboženství zvaného islám, začal na Arabském poloostrově šířit svoji víru. V roce 622, kdy Herakleios zahájil svoji protiofenzivu proti Sásánovcům, Mohamed opustil Mekku, obchodní a politické centrum ve střední Arábii, a vydal se do Medíny. Po osmi letech bojů si Mohamed Mekku podrobil a dosud rozdělené beduínské kmeny stmelil v jednotnou náboženskou pospolitost vyznávající islám.
Podle muslimské tradice Mohamed údajně vyslal posly, aby různým soudobým panovníkům, včetně byzantského císaře, ohlásili zrod islámu a vybídli je k jeho přijetí. Ještě za prorokova života došlo v roce 629 k prvnímu menšímu střetu Byzantinců s muslimy v oblasti východně od Mrtvého moře. Vlastní počátek islámské expanze však nastal až po Mohamedově smrti v roce 632, když po něm nastoupivší chalífové nasměrovali bojovnost a náboženský entuziasmus Arabů, dříve se svářících mezi sebou, proti Byzanci a Persii. Na přelomu let 633 a 634 muslimové zintenzívnili své vpády do jižní Palestiny, přičemž uštědřili Byzantincům porážku nedaleko Gazy. Přitom těžili z příznivých okolností napomáhajících jejich útoku, protože Byzantinci dosud plně neobnovili svoji kontrolu nad Sýrií a Palestinou, kromě toho postrádali ucelenou koncepci obrany těchto teritorií a redukovali platby spojeneckým křesťanským Arabům. Záměrům muslimů nahrávala i lhostejnost a apatie syrské populace, jež připravila Byzantince o nezbytnou místní podporu.
Herakleios, pobývající tehdy střídavě v Antiochii a Emese (Homs), pochopil plný rozsah vyvstávající hrozby a shromáždil vojenské sbory, do jejichž čela postavil vedle jiných velitelů i svého bratra Theodora. Nato muslimové povolali z Iráku vojevůdce Chálida ibn al-Valída, který přešel přes Syrskou poušť a nečekaně udeřil na město Bostra. Koncem července 634 muslimové přesvědčivě zvítězili v bitvě u Adžnádajnu, po níž Byzantinci vyhledali záchranu v úprku do syrských měst. Theodor upadl u císaře v nemilost, kvůli čemuž byl poslán do Konstantinopole a vzápětí uvězněn. Po vítězství u Adžnádajnu se muslimové mohli volně pohybovat a šířit strach po celé Palestině. Naproti tomu Byzantinci se rozhodli bránit opevněná města a vyvarovat se nových bitev. Byzantskou strategii ovšem narušil houževnatý postup muslimů, jimž se během roku 635 poddal Damašek a Emesa.

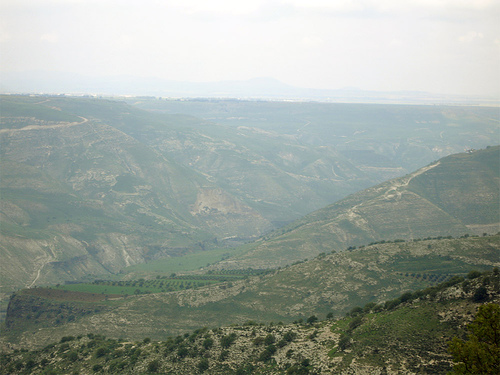
Krajina nedaleko místa svedení bitvy u Jarmúku

Proti vytrvale postupujícím muslimům, směřujícím stále více na sever, vyslal Herakleios v roce 636 všechny dostupné vojenské síly sestávající z vybraných oddílů rozmístěných poblíž hlavního města, početného kontingentu Arménů a arabských pomocných sborů zahrnujících Ghasánovce. Velením na straně Byzantinců byli pověřeni arménský vojevůdce Vahan a sakellarios Theodoros Trithurios. Masivní byzantský protiútok přiměl muslimské Araby k vyklizení obou měst obsazených jimi v předcházejícím roce, načež se stáhli do rozeklané krajiny severně od řeky Jarmúk v dnešní jižní Sýrii. Na tomto místě s nimi Byzantinci od poloviny července sváděli sérii rozhořčených střetů, při nichž byli v nepříznivém terénu odříznuti od svého tábora a zatlačeni do bezvýchodné pozice. Bitva u Jarmúku vyvrcholila 20. srpna 636, kdy vítězní muslimové podnikli finální útok do dezercemi křesťanských Arabů a všeobecnou demoralizací rozvrácených byzantských řad.
Byzantské vojsko, naprosto paralyzované krvavou pohromou u Jarmúku, pozbylo svoji soudržnost a nedokázalo zaujmout novou obrannou linii. Pravděpodobně již koncem roku 636 císař opustil svůj hlavní stan v Antiochii a oklikou přes Edessu a Samosatu zamířil ke Konstantinopoli. Muslimové zatím znovu vtáhli do Damašku a v roce 637 se zmocnili měst Emesy a Gazy. V témže roce se obležený Jeruzalém vzdal příchozímu chalífovi Umarovi. Dalším územním ztrátám Byzantinci dočasně zamezili sjednáním jednoročního příměří s muslimy ve městě Chalkis. Po jeho vypršení však muslimové obnovili svoji expanzi a takřka bez odporu si roku 638 podrobili Antiochii a severní Sýrii. Posléze opanovali také Edessu a byzantskou Mezopotámii. V držení Byzantinců tudíž zůstávaly pouze izolované přístavy na pobřeží Sýrie a Palestiny. Následujícího roku vypukl mor, jenž přibrzdil rozmach muslimů a dopřál Byzantincům oddechový čas k přeskupení vojska v Malé Asii a k vytvoření pásu země nikoho jižně od pohoří Taurus.

### Poslední léta
Závěr Herakleiova života tíživě poznamenaly neúspěchy ve válce s muslimskými Araby, jeho zhoršující se zdravotní stav a narůstající rozpory uvnitř vládnoucí dynastie. Po odchodu ze Sýrie se císař odebral do svého paláce Hiereia na asijské straně Bosporu. Do Konstantinopole se Herakleios zdráhal vrátit a učinil tak teprve, když byl přes úžinu vystavěn most z lodí, přes nějž mohl přejet na koni. Někteří moderní badatelé z toho usuzují, že mohl trpět hydrofobií. Vedle možných psychických problémů musel císař snášet vytrvalé odsuzování svého manželství s Martinou. Z tohoto mimořádně plodného svazku vzešlo asi deset potomků, z nichž čtyři předčasně zemřeli a jiní byli postižení, což bylo pokládáno za Boží trest. Kvůli kritice Herakleiova manželství zřejmě padl jeho bratr Theodor. V roce 637 se Theodorův stejnojmenný syn zapojil do nezdařeného spiknutí, jehož cílem bylo odstranění Herakleia a dosazení císařova nelegitimního syna Athalaricha na trůn. Mladší Theodor a Athalarich byli po ztroskotání této akce krutě zmrzačeni. V červenci 638 Herakleios jmenoval svého a Martinina syna Heraklona císařem, čímž ještě více prohloubil rivalitu a napětí mezi svými potomky z prvního a druhého manželství.
Po dobytí Sýrie a Mezopotámie muslimové nasměrovali svoji expanzi do dalších zemí: koncem roku 639 arabský vojevůdce Amr ibn al-Ás započal invazi do Egypta. V následujícím roce muslimové pronikli do byzantské Arménie. Téhož roku Byzantinci pozbyli město Caesarea Maritima, svůj poslední opěrný bod v Palestině. V Egyptě vpadli Arabové do údolí Nilu a zvítězili nedaleko pevnosti Babylon nacházející se v dnešní Káhiře. Úspěchy muslimů přesvědčily alexandrijského patriarchu Kyra o nutnosti vyjednávání s útočníky, avšak jeho iniciativa narazila na císařovu rozhněvanou reakci. Za těchto pesimisticky vyhlížejících okolností, nasvědčujících blížícímu se byzantskému zhroucení v Egyptě, Herakleios 11. února 641 v Konstantinopoli zemřel.

## Hodnocení

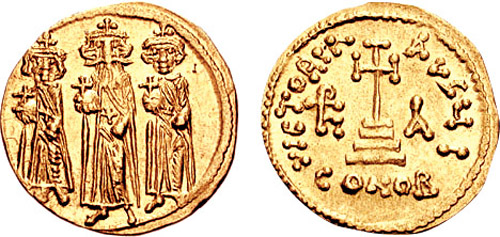
Solidus znázorňující Herakleia obklopeného syny Herakleiem Konstantinem a Heraklonem

Herakleiova vláda bývá běžně chápána jako přelomové období, v jehož průběhu se stále ještě mohutné římské impérium zmenšilo v pouhý pozůstatek své zašlé velikosti. Když se Herakleios chopil moci, vnitřně rozvrácený byzantský stát byl vystaven smrtelnému nebezpečí ze strany perských Sásánovců. Císař se záhy ocitl na pokraji úplné porážky, aby nakonec s vynaložením nejvyšších obětí vydobyl o to grandióznějšího vítězství. Sotva pominula perská hrozba, vynořila se na obzoru nespoutaná síla islámu inspirující arabské beduíny k dalekosáhlým výbojům trvale měnícím mapu Středního východu a celého Středomoří. Před zahájením náporu Arabů se říše nestihla vzpamatovat z předchozího vyčerpávajícího zápasu, takže postrádala prostředky a energii k podniknutí nového protiúderu. Pohoří Taurus chránící Malou Asii před vnějšími útoky se tudíž stalo permanentní hranicí oddělující křesťany a muslimy ovládané země. Kromě toho většina někdejších balkánských provincií byla obsazena Slovany. Odhaduje se, že v důsledku rozsáhlých územních ztrát poklesly příjmy císařské pokladny ve srovnání s 6. stoletím zhruba o tři čtvrtiny. Herakleiova snaha o zahlazení roztříštěnosti křesťanské obce se jeví být jedním z jeho nejvážnějších nezdarů, třebaže jen málokdo jiný by byl schopen obstát v této zkoušce lépe. Žádný jiný byzantský císař nedosáhl takových výšin a zároveň nepadl tak hluboko. J. B. Bury a John Julius Norwich se proto shodují, že Herakleios žil příliš dlouho. Warren Treadgold ho v podobném duchu označil za impozantní, přesto tragickou postavu.
Názory současných historiků na Herakleiovy činy nejsou zcela jednoznačné. Jeho vyzdvihování v polovině minulého století bylo postupně vyvažováno kritičtějším hodnocením. Georgij Aleksandrovič Ostrogorskij ho považoval za velkého reformátora, do značné míry určujícího budoucí směřování a vývoj středověké Byzance. Tato teze je ovšem moderními badateli popírána, neboť Herakleios usiloval především o zachování či obnovení dřívějšího uspořádání. Veškeré zásadní změny, mající pronikavý dopad na charakter státu, se odehrávaly v dlouhodobějším horizontu a převážně nezávisle na panovníkově vůli. Herakleios byl navíc poněkud kontroverzní osobností, přihlédneme-li k jeho manželství s neteří, příklonu k monotheletismu, odsouzenému později za herezi, a k běžné praxi přenášení odpovědnosti za vlastní neúspěchy na jiné. Na druhou stranu oplýval nespornými vojevůdcovskými a politickými schopnostmi a mnohem důvěrněji než kterýkoli z jeho předchůdců se seznámil s poměry ve východních provinciích. Až do konce svého života zůstal pozoruhodně energický a nezdolný. Ačkoli nedokázal odvrátit mohutný příval z Arabského poloostrova, nebýt jeho vedení, Konstantinopol by patrně podlehla Peršanům a stěží by mohla několik dalších staletí sloužit jako hráz chránící Evropu před muslimy.